# Baume du Four

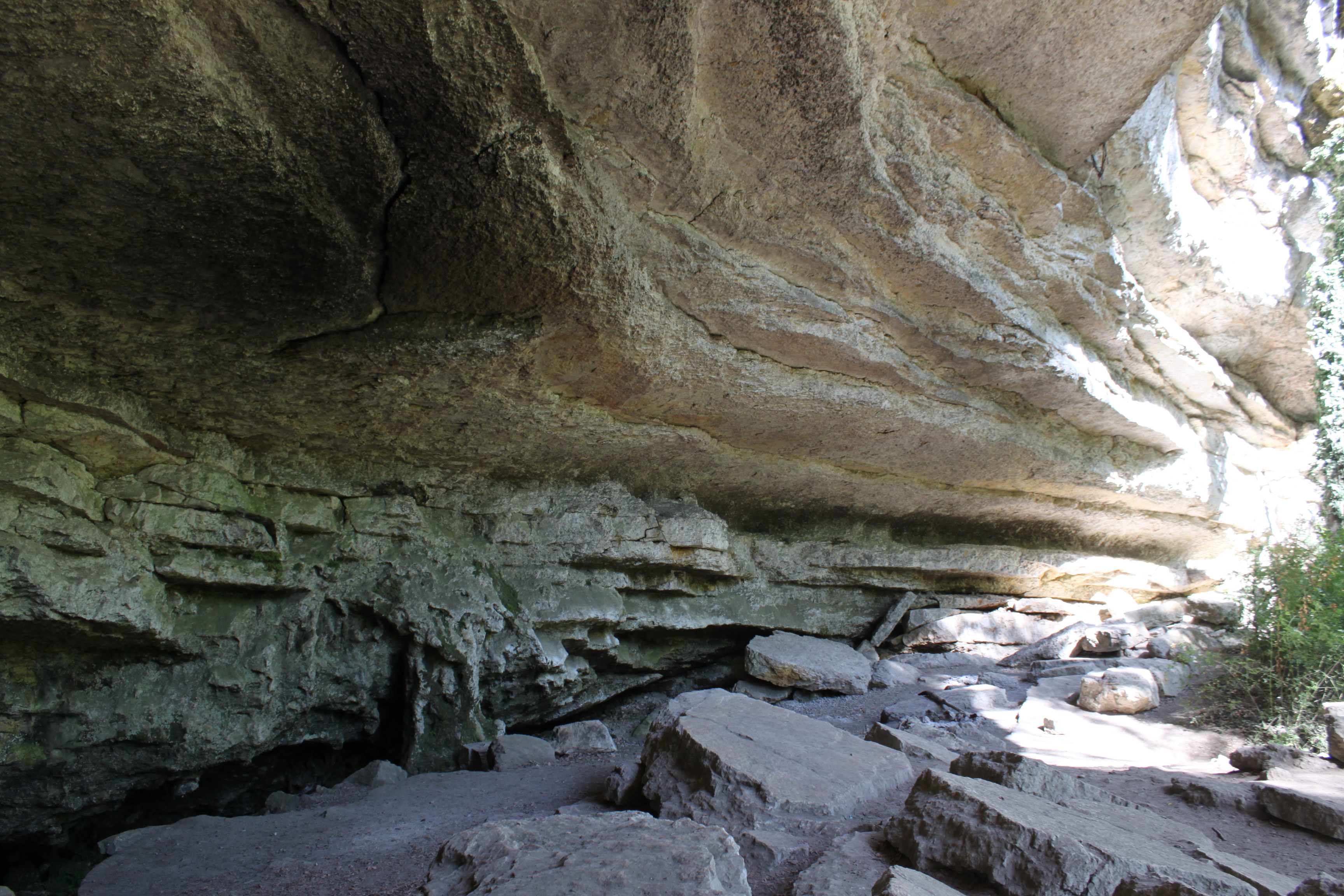
Baume du Four

Die (auch als Abri bezeichnete) Höhle Baume du Four («Ofenbalm») liegt nahe dem Neuenburgersee zwischen den Orten Boudry und Noiraigue, in der Schlucht der Areuse im Kanton Neuenburg in der Schweiz. 
Der ab der Jungsteinzeit begangene Raum ist etwa 59,0 m breit und 12,0 m tief. G. Bellenot grub die Höhle zwischen 1917 und 1919 aus. Die im Laténium ausgestellten Funde belegen drei Kulturphasen: 
- die Cortaillod-Kultur (Jungsteinzeit), um 3800 v. Chr.
- die mittlere Bronzezeit, um 1400 v. Chr.
- die jüngere Eisenzeit, 1. Jahrhundert v. Chr. (La Tène III = La Tène D)

Der Eingang ins Val de Travers wird als «Trou de Bourgogne» (Burgunderloch) bezeichnet, denn das Tal der Areuse verbindet das schweizerische Mittelland mit der Franche-Comté. Die Baume du Four steht in der Liste der Kulturgüter in Boudry im Kanton Neuenburg. 